# Агриате
Агриате́ (фр. désert des Agriates, корсиканский язык: desertu di l’Agriate) — полупустыня на северо-западе о. Корсика (Франция), расположенная вдоль берега Сан-Фьорензо близ поселения Изоля-Росса («Красный Остров»). Это полупустыня образовалась на обдуваемой южными сахарскими ветрами приморском низкогорье общей площадью до 150 кв. км. Пустыня частично расширилась в XIX—XX веках за счёт антропогенного воздействия: выпас скота, профилактический поджог проч. Максимальная точка — гора Ифана высотой до 479 метров. Покрыта низкорослой засухоустойчивой растительностью и кустарниками, которые высыхают летом, когда не идут дожди, прекращающиеся на несколько месяцев. Весной и зимой возможны ливни.
Агриате — это одно из самых безлюдных мест на Корсике. Это единственный регион острова без оживлённой прибрежной магистрали. Поэтому бухты и заливы пустынного побережья доступны либо с моря, либо путём спуска по долгим грунтовым дорогам, спускающимся под прямым углом к побережью.